# Солис, Нелвин
Нелвин Солис Эскаланте (исп. Nelvin Solíz Escalante; родился 3 ноября 1989 года, Серкадо, Боливия) — боливийский футболист, полузащитник клуба «Стронгест».

## Клубная карьера
Солис — воспитанник клуба «Стронгест». В 2007 году он дебютировал в чемпионате Боливии. 11 апреля 2009 году в матче против «Реал Маморе» Нелвин забил свой первый гол за команду. В 2012 году Солис помог «Стронгесту» выиграть чемпионат, а затем ещё дважды подряд завоевал золотые медали.
Летом 2015 года Нелвин перешёл в «Циклон». 9 августа в матче против «Университарио» он дебютировал за новую команду. 27 августа в поединке против «Блуминга» Солис забил свой первый гол за «Циклон».

## Достижения
«Стронгест»
- Чемпионат Боливии по футболу — Клаусура 2011/2012
- Чемпионат Боливии по футболу — Апертура 2012/2013
- Чемпионат Боливии по футболу — Апертура 2013/2014